# Ramphodon naevius
Ramphodon naevius е вид птица от семейство Колиброви (Trochilidae), единствен представител на род Ramphodon. Видът е почти застрашен от изчезване.

## Разпространение
Видът е разпространен в Бразилия.